# Cartão comemorativo de Halloween

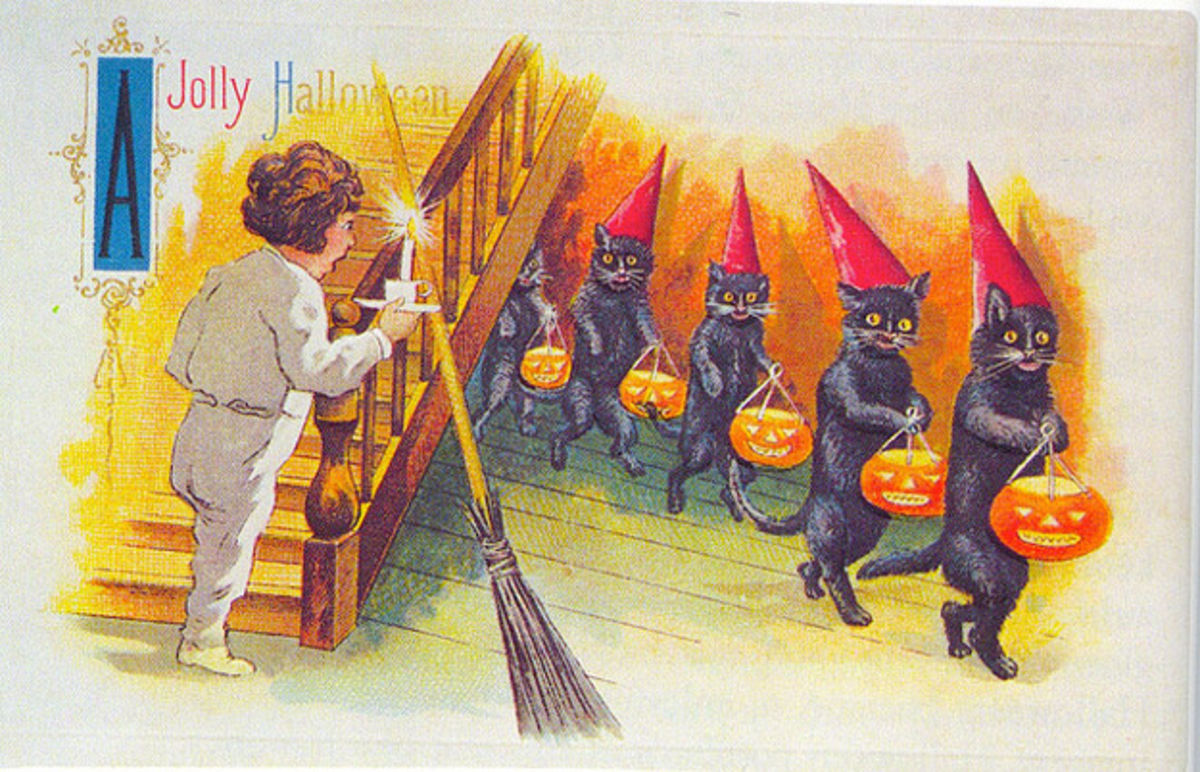
Cartão comemorativo de Halloween mostrando os gatos pretos carregando a abóbora e assustando a pessoa

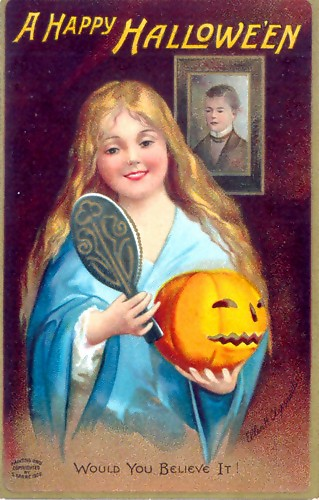
Cartão comemorativo de Halloween relaciona com o destino de futuro amor

Cartão comemorativo de Halloween é um cartão de felicitações associado ao Dia das Bruxas. O conceito se originou nos Estados Unidos, em década de 1890, tendo um pico de popularidade lá no início de 1900. Até o advento do telefone residencial comum, os cartões de Halloween ocupavam um papel semelhante aos cartões de Natal e de aniversário. Hoje, muitos cartões de designers populares da época são procurados como recordações.

## História
Uma referência inicial a um cartão de Halloween é feita no volume 4 da Ingall's Home and Art Magazine publicada em 1891, em que um desenho de amostra é descrito no artigo Domestic Helps for the Home por Laura Willis Lathrop.  Os primeiros cartões de Halloween geralmente representavam os mesmos temas dos cartões de Páscoa e de Natal, já que os editores reutilizavam as imagens para vários feriados, com a legenda indicando o feriado específico. De cerca de 1900 a 1915, os Estados Unidos experimentaram uma "mania de cartão postal" do Halloween que continuou a comercialização do feriado que começou em 1800. Em 1909, a Souvenir Post Card Company da cidade de Nova York produziu 12 designs de cartões de Halloween.
A popularidade dos cartões de Halloween rivalizou com a dos cartões de Natal até cerca de 1930, época em que os telefones eram itens domésticos comuns e começaram a suplantar o uso de cartões de felicitações. Os cartões postais com o tema Halloween foram vendidos em agências dos correios e por impressoras privadas com monitores em lojas em geral. Sua popularidade e o sucesso comercial do feriado foram "determinados em última instância" pelas mulheres, particularmente aquelas na classe média.

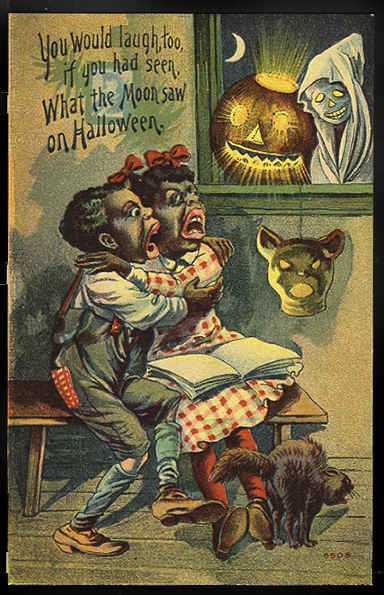
Crianças negras ficam assustadas com a abóbora no Halloween

Dos mais de 3.000 cartões produzidos nos Estados Unidos durante este período, muitos retratavam temas comuns à tradição moderna, incluindo bruxas, abóboras e goblins. Outros temas de cartões postais de Halloween incluíam adivinhação e romance ou namoro.  Os designs também refletiam o racismo nos Estados Unidos da época: dos cartões postais produzidos pela Rust Craft Greeting Card Company de 1927 a 1959, catalogados por Wendy Morris, doze categorias de imagens étnicas foram identificadas. O tema mais comum são crianças negras, aparecendo em 42% dos cartões retratando uma diferença étnica ou racial da maioria branca.

## Designers
As primeiras impressoras de cartões postais bem conhecidas incluem Winsch e Raphael Tuck & Sons. Ambas as impressoras empregaram artistas cujos designs de cartões postais são objetos de coleção procurados por colecionadores de memorabilia de Halloween. As obras de Winsch de Samuel Schmucker (descritas como "pequenas obras-primas da art nouveau" por Lisa Morton em seu livro The Halloween Encyclopedia) e Jason Freixas são altamente valorizadas.  Entre os artistas empregados por Tuck estavam Francis Brundage e a "rainha dos artistas de cartão-postal", Ellen Clapsaddle.